# 英雄 (瑪麗亞·凱莉歌曲)
〈英雄〉（英語：Hero）是美國女歌手瑪麗亞·凱莉在1993年10月發行的單曲，它在告示牌單曲榜獲得四週冠軍，全美單曲銷售逾百萬張成為白金單曲，〈英雄〉是瑪麗亞·凱莉第8首全美冠軍曲。

## 歌曲介紹

### 收錄專輯
〈英雄〉最早收錄於瑪麗亞·凱莉第三張個人錄音室專輯《音樂盒》（英語：Music Box），亦是該專輯第二主打單曲。《音樂盒》的首支主打單曲為〈夢中情人〉（八週冠軍）。

### 單曲簡介
〈英雄〉由瑪麗亞·凱莉和製作人之一的Walter Afanasieff兩人共同創作編寫完成，歌詞充滿正面光明的能量。〈英雄〉在創作之初是為電影《小人物大英雄》打造的主題曲，並預定由歌莉亞·艾絲特凡演唱，而後唱片公司總裁湯米·摩托拉要求由瑪麗亞·凱莉親自演唱並收錄在《音樂盒》專輯中，但這樣子的曲風無法展現出歌詞中的意境，在兩位創作者的斟酌改編，最終讓這首歌曲以節奏藍調的方式呈現，才誕生出今日的〈英雄〉版本。瑪麗亞·凱莉在詮釋這首歌時，為了要使歌曲和意境渾然天成，她捨棄了慣用的海豚音與耍花腔的唱法，改以紮實平緩漸進的口氣來表現，果真這首歌曲成了她最有感染力的招牌歌曲之一。

### 商業成績
〈英雄〉和上一首單曲〈夢中情人〉推出時間相差三個月，但由於〈夢中情人〉的大受歡迎，因此〈英雄〉在1993年10月23日首週進榜名列第71名時，〈夢中情人〉還在冠軍寶座，〈英雄〉在經過兩個月的時間名次緩慢上升，終於在1993年的聖誕節當天擊敗了珍娜·傑克森的〈再一次〉逕自登上單曲榜榜首位置，蟬連了四週冠軍，在榜內共停留了30週，單曲銷售超過百萬張。〈英雄〉在1994年告示牌年終單曲榜名列第5名。
〈英雄〉在英國單曲榜最高成績為第7名。